# جيري فوكس
جيري فوكس (بالإنجليزية: Jerry Fuchs)‏ هو موسيقي أمريكي، ولد في 31 ديسمبر 1974، وتوفي في 8 نوفمبر 2009 في بروكلين في الولايات المتحدة.

## وصلات خارجية
- جيري فوكس على موقع ميوزك برينز (الإنجليزية)
- جيري فوكس على موقع إن إن دي بي (الإنجليزية)
- جيري فوكس على موقع ديسكوغز (الإنجليزية)